# Fiori d'acciaio (opera teatrale)
Fiori d'acciaio (Steel Magnolias) è un'opera teatrale del drammaturgo statunitense Robert Harling, portata al debutto a New York nel 1987.
L'opera è liberamente ispirata a un fatto accaduto all'autore, ossia la morte della sorella Susan Harling-Robinson nel 1985 per complicazioni legate al diabete dopo aver dato alla luce il nipote omonimo del drammaturgo.

## Trama
Ambientato nella cittadina immaginaria della Louisiana Chinquapin, Fiori d'acciaio racconta la storia di sei donne e la profonda amicizia che le lega. In particolare, la pièce si concentra su un arco di tre anni a partire dal matrimonio di Shelby, la figlia di M'Lynn, con Jackson e la diagnosi di diabete di tipo 1. Shelby decide di avere un figlio nonostante questo la costringerebbe ad interrompere le cure, compromettendo così la propria salute. Nonostante le richieste della madre di riconsiderare la propria decisione, Shelby rimane incinta e dà alla luce un figlio, ma il gesto le costa la vita. A consolare M'Lynn ci pensano le sue amiche di sempre che, come suggerisce il titolo, sono delicate come fiori ma forti come l'acciaio.

## Storia delle rappresentazioni
Steel Magnolias debuttò al WPA Theatre dell'Off-Broadway il 28 marzo 1987 con la regia di Pamela Berlin. Il cast tutto al femminile era composto da Blanche Baker (Shelby), Rosemary Prinz (M'Lynn), Mary Fogarty (Ousier Boudreaux), Kate Wilkinson (Claire Belcher), Margo Martindale (Truvy Jones) e Constance Shulman (Annelle Dupuy-Desoto). La commedia ottenne un grande successo e fu immediatamente riproposta al più capiente Lucille Lortel Theatre, dove è rimasto in cartellone per 1126 rappresentazioni dal 19 giugno 1987 al 25 febbraio 1990. Durante gli anni di repliche si unirono al cast anche Anne Pitoniak e Bette Henritze. Dopo il termine delle repliche nell'Off-Broadway una tournée nazionale dell'opera attraversò tutti gli Stati Uniti con un cast che comprendeva la Martindale e nuove attrici come Marion Ross, Barbara Rush, Carole Cook e June Lockhart.
Nel 1988 Fiori d'accaio esordì sulle scene australiane con una giovane Nicole Kidman nel ruolo di Shelby. La pièce ebbe la sua prima sulle scene londinesi nel marzo 1989 al Lyceum Theatre di Londra, per la regia di Julia McKenzie. Il cast era composto da Joely Richardson (Shelby), Rosemary Harris (M'Lynn), Jean Boht (Ouisser), Stephanie Cole (Clairee), Maggie Steed (Truvy) e Janine Duvitski (Annelle). Nel 1992 l'opera ebbe la sua prima polacca.
Il debutto di Broadway del dramma è avvenuto soltanto nel 2005, quando Jason Moore ha portato in scena l'opera al Lyceum Theatre con Rebecca Gayheart (Shelby), Christine Ebersole (M'Lynn), Marsha Mason (Ouiser), Frances Sternhagen (Clairee), Delta Burke (Truvy) e Lily Rabe (Annelle). In anni più recenti altri allestimenti della pièce sono andati in scena in Giappone (2007), in Svezia con Pernilla August (2008), Irlanda (2012) e Francia (2014).

## Adattamento cinematografico
Nel 1989 Herbert Ross diresse l'omonimo adattamento cinematografico del dramma con Julia Roberts (premiata con il Golden Globe per la migliore attrice in un film drammatico), Sally Field, Olympia Dukakis e Shirley MacLaine.